# Plaza de toros de Las Palomas
Plaza de toros de Las Palomas är en amfiteater i Spanien.   Den ligger i provinsen Provincia de Cádiz och regionen Andalusien, i den södra delen av landet, 500 km söder om huvudstaden Madrid. Plaza de toros de Las Palomas ligger 41 meter över havet.
Terrängen runt Plaza de toros de Las Palomas är platt åt nordost, men åt sydväst är den kuperad. Havet är nära Plaza de toros de Las Palomas österut.  Närmaste större samhälle är Algeciras, 1,0 km sydost om Plaza de toros de Las Palomas. 